# Harold Becker
Harold Becker (Nova Iorque, 25 de setembro de 1928), é um cineasta e produtor de cinema estadunidense.

## Filmografia
- 2001 - Domestic Disturbance...(br: "Inimigo em casa" / pt: "Identidade falsa")
- 1998 - Mercury Rising...(br: "Código para o inferno" / pt: "Nome de código: Mercúrio")
- 1996 - City Hall...(br: "City Hall - Conspiração no alto escalão" / pt: "A sombra da corrupção")
- 1993 - Malice...(br: "Malícia" / pt: "Má fé")
- 1989 - Sea of Love...(br: "Vítimas de uma paixão" / pt: "Perigosa sedução")
- 1988 - The Boost...(br: "Tensão" / pt: "Ambição de glória")
- 1987 - The Big Town...(br: "A cidade do jogo")
- 1985 - Vision Quest...(br: "Em busca da vitória" / pt: "Vontade de viver")
- 1981 - Taps...(br: "Toque de recolher" / "O clarim da revolta")
- 1980 - The Black Marble...(br: "Lembranças amargas")
- 1979 - The Onion Field...(br: "Assassinato a sangue frio" / pt: "Crime em campo de cebolas")
- 1972 - The Ragman's daughter